# Kill 'Em All
| 전문가 평가                      | 전문가 평가 |
| 평가 점수                        | 평가 점수   |
| 출처                             | 점수        |
| -------------------------------- | ----------- |
| AllMusic                         | [ 3 ]       |
| Chicago Tribune                  | [ 2 ]       |
| Collector's Guide to Heavy Metal | 9/10        |
| Encyclopedia of Popular Music    | [ 5 ]       |
| The Guardian                     | [ 6 ]       |
| Kerrang!                         | [ 7 ]       |
| Metal Forces                     | 10/10       |
| Pitchfork                        | 8.6/10      |
| Q                                | [ 10 ]      |
| The Rolling Stone Album Guide    | [ 11 ]      |

《Kill 'Em All》은 미국의 헤비 메탈 밴드 메탈리카의 데뷔 스튜디오 음반으로, 1983년 7월 25일, 인디 레이블 메가포스 레코드를 통해 발매되었다. 1981년에 결성한 메탈리카는 로스앤젤레스의 지역 클럽에서 공연을 시작했다. 이들은 클럽 소유주들의 관심을 끌기 위해 여러 데모를 녹음했으며, 결국 베이시스트 클리프 버튼을 영입하기 위해 샌프란시스코로 거점을 옮겼다. 밴드의 데모 테이프 《No Life 'til Leather》 (1982년)는 메가포스 레이블 대표 존 자줄라의 눈에 띄었고, 자줄라는 메탈리카와 계약을 맺고 녹음 예산으로 15,000달러 (2025년 기준 약 48,835.49달러 상당)를 제공했다. 음반은 5월에 프로듀서 폴 쿠루치오와 함께 뉴욕주 로체스터의 뮤직 아메리카 스튜디오에서 녹음되었다. 당초 음반 제목은 〈Metal Up Your Ass〉로, 변기에서 단검을 움켜쥔 손이 튀어나오는 커버 아트가 계획되어 있었다. 그러나 자줄라는 유통업자들이 이러한 공격적인 제목과 커버 아트를 가진 음반의 상업적 성공 가능성을 우려했기 때문에 밴드를 설득해 제목을 변경시켰다.
메탈리카는 1983년 미국에서 영국의 헤비 메탈 밴드 레이븐과 함께한 2개월간의 공동 헤드라이닝 투어인 Kill 'Em All for One 투어를 통해 음반을 홍보했다. 이 음반에서 두 개의 싱글이 발매되었는데, 〈Whiplash〉와 〈Jump in the Fire〉였다. 음반의 첫 번째 출하량은 미국에서 15,000장이었지만, 메탈리카가 1984년 〈Seven Dates of Hell〉 유럽 투어를 마칠 때까지 전 세계에서 60,000장이 판매되었다. 음반은 1986년까지 빌보드 200 차트에 진입하지 않았으며, 메탈리카의 세 번째 스튜디오 음반 《Master of Puppets》의 상업적 성공 이후 155위에 올랐다. 1988년 엘렉트라 레코드 재발매판은 120위에 올랐다. 《Kill 'Em All》은 발매 당시 비평가들로부터 호평을 받았으며, 이후 스래시 메탈의 획기적인 음반으로 평가받았다. 그 이유는 "정확한 연주력으로, 뉴 웨이브 오브 브리티시 헤비 메탈과 하드코어 펑크의 템포를 결합했기 때문"이다. 이 음반은 또한 몇몇 출판물에서 최고의 음반 목록에 선정되었다. 음반의 음악적 접근법과 가사는 1980년대 초반의 록의 주류와 확연히 달랐고, 이후 비슷한 방식으로 활동한 여러 밴드들에게 영감을 주었다. 《Kill 'Em All》은 1999년 미국에서 300만 장이 출하되어 미국 음반 산업 협회로부터 3배 플래티넘 인증을 받았다.

## 배경 및 녹음
메탈리카는 1981년 로스앤젤레스에서 드러머 라스 울리히와 보컬리스트 겸 리듬 기타리스트 제임스 헷필드에 의해 결성되었다. 정식 라인업이 확정되기 전, 메탈 블레이드 레코드의 대표 브라이언 슬레이젤은 메탈리카에게 본인이 기획한 컴필레이션 음반 《Metal Massacre》 첫 번째 판에 수록할 곡을 녹음해줄 것을 요청했다. 헷필드와 울리히는 헷필드와 그의 어린 시절 친구 론 맥거브니가 함께 활동했던 밴드 레더 챔의 곡 〈Hit the Lights〉를 선택해, 헷필드가 보컬을 맡고, 맥거브니가 베이스를, 임시 기타리스트 로이드 그랜트가 기타를 연주해 녹음했다. 메탈리카의 첫 번째 정식 라인업은 헷필드, 울리히, 맥거브니, 그리고 신문 광고를 통해 영입된 기타리스트 데이브 머스테인으로 구성되었다. 밴드는 맥거브니의 차고에서 연습을 진행했으며, 지역 클럽에서 공연 기회를 찾았다. 메탈리카의 첫 공연은 1982년 3월 14일, 애너하임의 라디오 시티에서 열렸다. 9곡으로 구성된 세트리스트는 〈Hit the Lights〉와 머스테인이 과거에 몸담았던 밴드 패닉 시절에 만든 미완성 버전의 〈Jump in the Fire〉 등 오리지널 곡 2곡과, 다이아몬드 헤드, 블리츠크리그, 새비지, 스위트 새비지 같은 뉴 웨이브 오브 브리티시 헤비 메탈(NWOBHM) 밴드들의 커버곡들로 이루어졌다. 하지만 머스테인이 기타 디스토션 페달에 문제를 일으키고, 한 곡을 연주하는 도중 기타 줄이 끊어지는 바람에 공연은 계획만큼 순조롭게 진행되지 못했다. 메탈리카의 두 번째 공연은 1982년 3월 27일, 할리우드의 위스키 어 고고에서 색슨의 오프닝 밴드로 이루어졌다. 원래는 머틀리 크루가 오프닝을 맡을 예정이었지만, 인기가 급상승하면서 공연을 취소하였다. 메탈리카는 색슨의 오프닝을 허가받기 위해 3곡짜리 데모를 녹음해 공연장 측에 제출했다. 메탈리카의 세 번째 공연은 1982년 4월에 열렸으며, 이때 머스테인이 패닉 시절에 쓴 〈The Mechanix〉가 처음으로 연주되었다. 메탈리카의 초기 공연에서는 헷필드가 수줍음이 많았기 때문에, 팬들과의 소통은 주로 머스테인이 담당했다.
클럽 운영자들의 관심을 끌기 위해, 메탈리카는 1982년 4월, 《Power Metal》 데모를 녹음했다. 이 데모에는 기존 오리지널 곡들에 더해 〈Motorbreath〉가 수록되었다. 밴드 이름의 첫 글자와 마지막 글자를 크게 그리고 날카로운 세리프와 이탤릭체로 표현한 로고는 헷필드가 디자인했다. 《No Life 'til Leather》 데모는 1982년 7월에 녹음되었으며, 언더그라운드 테이프 트레이딩 서클에서 큰 화제를 불러일으켰다. 《No Life 'til Leather》에는 《Metal Massacre》 두 번째 프레스에 수록된 〈Hit the Lights〉의 재녹음 버전뿐만 아니라, 〈Phantom Lord〉, 〈Seek & Destroy〉, 〈Metal Militia〉 같은 신곡들도 포함되어 있다. 녹음 및 마스터링 비용은 펑크 레이블 하이 벨로시티 소유주 케니 케인이 지원했으며, 배포는 라스 울리히와 그의 친구 팻 스콧이 맡았다. 머스테인과의 갈등으로 인해 맥거브니는 12월에 밴드를 탈퇴했다. 울리히는 웨스트할리우드의 트루버도어에서 트라우마와 함께한 클리프 버튼의 공연에 깊은 인상을 받아 그에게 메탈리카에 합류할 것을 제안했다. 버튼은 메탈리카가 샌프란시스코 지역으로 이주하는 것을 조건으로 합류에 동의했다. 1983년 2월, 밴드는 캘리포니아주 엘세리토로 이주해 엑소더스 매니저 마크 휘태커의 집에 머물며 연습했으며, 이곳을 "메탈리카 맨션"이라고 불렀다. 메탈리카는 슬레이젤의 독립 레이블을 통해 로스앤젤레스에서 8,000달러 (2023년 기준 약 24,722달러) 예산으로 데뷔 음반을 녹음할 계획이었다. 그러나 슬레이젤은 제작비를 감당할 수 없었고, 울리히는 《No Life 'til Leather》를 이미 들어본 적 있는 미국 동부의 헤비 메탈 밴드 프로모터이자 음반 가게 주인이었던 존 자줄라에게 연락했다. 메탈리카는 U-하울 트럭을 빌려 3월 말에 뉴저지주로 이동했고, 도착 후 자줄라가 메가포스 레코드를 설립할 수 있도록 《No Life 'til Leather》 복제본 판매를 허락했다. 당시에는 메탈리카의 음반 제작을 지원하려는 레이블이 없었다.
1983년 4월 11일 아침, 헷필드와 울리히는 뉴욕 공연 이후 머스테인을 해고했다. 이유는 머스테인의 약물 및 음주 문제, 과도하게 공격적인 행동, 그리고 밴드 멤버들과의 충돌 때문이었다. 휘태커의 추천으로 메탈리카는 엑소더스 출신이자 조 새트리아니의 제자였던 커크 해밋을 영입했다. 해밋은 뉴욕으로 가는 비행기 안에서 메탈리카의 곡들을 익혔으며, 약 한 달 후 바로 밴드와 함께 음반 녹음을 시작했다. 메탈리카는 로체스터의 뮤직 아메리카 스튜디오에서 프로듀서 폴 쿠루치오를 만나, 2주 만에 음반 녹음을 완료했다. 녹음 세션 동안 호텔에 머물 여유가 없었던 메탈리카는 로체스터 지역 주민들의 집과 퀸스 자메이카에 있는 뮤직 팩토리에서 지냈다. 뮤직 팩토리는 앤스랙스가 리허설을 하던 장소였다. 쿠루치오는 일반적인 록 밴드를 녹음하듯 스튜디오 장비를 세팅했으며, 초기 테이프 사운드가 지나치게 왜곡되어 있다고 판단해 이를 보정하려고 노브를 줄이기도 했다. 메탈리카는 쿠루치오가 녹음에 별다른 관심을 보이지 않았고, 사운드에 큰 영향을 미치지 못했다는 이유로 그의 개입을 탐탁지 않게 여겼다.

## 곡 목록
| #  | 제목                             | 작사·작곡                       | 재생 시간 |
| -- | -------------------------------- | ------------------------------- | --------- |
| 1. | 〈Hit the Lights〉               | 제임스 헷필드, 라스 울리히      | 4:17      |
| 2. | 〈The Four Horsemen〉            | 헷필드, 울리히, 데이브 머스테인 | 7:13      |
| 3. | 〈Motorbreath〉                  | 헷필드                          | 3:08      |
| 4. | 〈Jump in the Fire〉             | 헷필드, 울리히, 머스테인        | 4:41      |
| 5. | 〈(Anesthesia) – Pulling Teeth〉 | 클리프 버튼                     | 4:14      |
| 6. | 〈Whiplash〉                     | 헷필드, 울리히                  | 4:08      |

| #   | 제목               | 작사·작곡                | 재생 시간 |
| --- | ------------------ | ------------------------ | --------- |
| 7.  | 〈Phantom Lord〉   | 헷필드, 울리히, 머스테인 | 5:01      |
| 8.  | 〈No Remorse〉     | 헷필드, 울리히           | 6:26      |
| 9.  | 〈Seek & Destroy〉 | 헷필드, 울리히           | 6:54      |
| 10. | 〈Metal Militia〉  | 헷필드, 울리히, 머스테인 | 5:11      |

## 인증
| 국가                                                                                         | 인증        | 판매량/출하량 |
| -------------------------------------------------------------------------------------------- | ----------- | ------------- |
| 아르헨티나 (CAPIF)                                                                           | 플래티넘    | 60,000^       |
| 오스트레일리아 (ARIA)                                                                        | 2× 플래티넘 | 140,000       |
| 캐나다 (뮤직 캐나다)                                                                         | 플래티넘    | 100,000^      |
| 독일 (BVMI)                                                                                  | 골드        | 250,000       |
| 폴란드 (ZPAV)                                                                                | 플래티넘    | 20,000        |
| 영국 (BPI)                                                                                   | 골드        | 100,000*      |
| 미국 (RIAA)                                                                                  | 4× 플래티넘 | 4,500,000     |
| *판매량을 기반으로 한 인증 · ^출하량을 기반으로 한 인증 · 판매량+스트리밍을 기반으로 한 인증 |             |               |